# محمد عبد الواحد الميتمي
محمد عبد الواحد محمد المَيْتَمي أكاديمي وسياسي يمني عين وزيراً لوزارة التخطيط والتعاون الدولي في حكومة خالد بحاح بتاريخ 7 نوفمبر 2014 وظل في منصبه حتى قدمت حكومة خالد بحاح استقالتها في 22 يناير 2015، بعد انقلاب اليمن 2014 الذي قام به الحوثيون.